# Richard Kilty
Richard Kilty (Stockton-on-Tees, 2 de septiembre de 1989) es un deportista británico que compite en atletismo, especialista en las carreras de velocidad.
Ganó una medalla de plata en el Campeonato Mundial de Atletismo de 2019 y una medalla de oro en el Campeonato Mundial de Atletismo en Pista Cubierta de 2014.
Además, obtuvo una medalla de oro en el Campeonato Europeo de Atletismo de 2014 y dos medallas de oro en el Campeonato Europeo de Atletismo en Pista Cubierta, en los años 2015 y 2017.
Participó en dos Juegos Olímpicos de Verano, en Río de Janeiro 2016 ocupó el quinto lugar en el relevo 4 × 100 m y en Tokio 2020 obtuvo la medalla de plata en la misma prueba, que perdió posteriormente por dopaje de uno de los componentes del relevo.

## Palmarés internacional
| Juegos Olímpicos                     | Juegos Olímpicos        | Juegos Olímpicos  | Juegos Olímpicos |
| Año                                  | Lugar                   | Medalla           | Prueba           |
| ------------------------------------ | ----------------------- | ----------------- | ---------------- |
| 2020                                 | Tokio (Japón)           | DSC               | 4 × 100 m        |
| 2024                                 | París (Francia)         | Medalla de bronce | 4 × 100 m        |
| Campeonato Mundial                   |                         |                   |                  |
| Año                                  | Lugar                   | Medalla           | Prueba           |
| 2019                                 | Doha (Catar)            | Medalla de plata  | 4 × 100 m        |
| Campeonato Mundial en Pista Cubierta |                         |                   |                  |
| Año                                  | Lugar                   | Medalla           | Prueba           |
| 2014                                 | Sopot (Polonia)         | Medalla de oro    | 60 m             |
| Campeonato Europeo                   |                         |                   |                  |
| Año                                  | Lugar                   | Medalla           | Prueba           |
| 2014                                 | Zúrich (Suiza)          | Medalla de oro    | 4 × 100 m        |
| Campeonato Europeo en Pista Cubierta |                         |                   |                  |
| Año                                  | Lugar                   | Medalla           | Prueba           |
| 2015                                 | Praga (República Checa) | Medalla de oro    | 60 m             |
| 2017                                 | Belgrado (Serbia)       | Medalla de oro    | 60 m             |